# Улашановка (Славутский район)
Улашановка (укр. Улашанівка) — село в Славутском районе Хмельницкой области Украины.
Население по переписи 2001 года составляло 1447 человек. Почтовый индекс — 30070. Телефонный код — 3842. Занимает площадь 2,96 км². Код КОАТУУ — 6823987701.

## Местный совет
30070, Хмельницкая обл., Славутский р-н, с. Улашановка